# Osmar Molinas
Osmar de la Cruz Molinas González (* 3. Mai 1987 in Capiatá) ist ein paraguayischer Fußballspieler. Der Mittelfeldspieler bestritt zehn Länderspiele für Paraguay und wurde auf Vereinsebene vier Mal mit Libertad nationaler Meister.

## Karriere

### Verein
Osmar Molinas begann seine Profikarriere 2005 bei Olimpia, für das bis 2011 in 146 Ligaspielen zum Einsatz kam. 2009 hatte er sich eine schwere Knieverletzung zugezogen, die ihn zu einem halben Jahr Pause zwang. 2011 wechselte der Mittelfeldspieler auf Wunsch des Trainers von CSD Colo-Colo, Américo Gallego, nach Chile. Nach nur wenigen Monaten wurde Gallego entlassen und Molinas kam nur noch in der Reservemannschaft zum Einsatz. 2012 kehrte er nach Paraguay zurück und spielte fortan für Libertad. Mit dem Hauptstadtklub gewann er vier Meistertitel. 2017 stand Molinas bei Sol de América unter Vertrag und wechselte danach mehrfach seine Arbeitgeber. Bis 2022 lief der Mittelfeldspieler für sechs weitere Erstligavereine aus Paraguay auf. 2023 ging er in die zweite Liga zu Deportivo Recoleta und wechselte 2024 zu Ligakonkurrent Fernando de la Mora.

### Nationalmannschaft
In der A-Nationalmannschaft bestritt Molinas zehn Länderspiele. Er debütierte beim Freundschaftsspiel im November 2009 gegen Chile. Seine einzigen Pflichtspiele im Nationaltrikot absolvierte der Mittelfeldspieler bei der Copa América 2015, bei der er in den beiden Gruppenspielen gegen Jamaika und Uruguay eingesetzt wurde. Paraguay kam bis ins Halbfinale des Turniers. Für Molinas war das Spiel gegen Uruguay auch sein letztes Länderspiel.

## Erfolge
Libertad
- Paraguayischer Meister: 2012-C, 2014-A, 2014-C, 2016-A